# Galaxia Pitică din Săgetătorul
Galaxia Pitică din Săgetătorul este o galaxie satelit a Căii Lactee. Cu un diametru de circa 10.000 de ani-lumină, ea se află în momentul de față la 80.000 de ani-lumină de Terra și se deplasează pe o orbită polară la vreo 50.000 de ani-lumină de centrul Căii Lactee. Tipul său face obiectul unor dezbateri, fiind considerată ca eliptică și sferoidală, încât termenii de Galaxia Pitică Sferoidală din Săgetătorul sau Galaxia Pitică Eliptică din Săgetătorul sunt și ei menționați. Acest ultim termen posedă abrevierea SagDEG (din engleză Sagittarius Dwarf Elliptical Galaxy) și ea folosită. Această galaxie nu trebuie confundată cu Galaxia Pitică Neregulată din Săgetătorul, denumire abreviată SagDIG (din engleză Sagittarius Dwarf Irregular Galaxy).
Descoperită în 1994 de către Rodrigo Ibata, M. Irwin, și G. Gilmore, era considerată în epocă galaxia cea mai apropiată de a noastră  — titlu pe care l-a pierdut în 2003, în profitul Galaxiei Pitice din Câinele Mare, odată cu descoperirea acesteia din urmă. Ea se situează pe un amplasament diametral opus față de Sistemul Solar în raport cu Centrul Galactic, ceea ce o face un obiect foarte dificil de observat, deși ocupă o largă regiune a cerului.
Ea ar trebui să traverseze discul galactic al Căii Lactee în următorii 100 de milioane de ani și va fi cu siguranță absorbită de Galaxia Noastră. Se pare că ar fi vorba la origine de o galaxie pitică sferoidă, dar ea a fost, în mod considerabil, etirată („întinsă”) de forțele mareice ale Căii Lactee, încât un mare număr din stelele sale și un curent de gaz par dispersate de-a lungul întregii sale orbite. Patru roiuri globulare care aparțin de Calea Lactee își au, în mod vizibil, originea în SagDEG: M54, Arp 2, Terzan 7 și Terzan 8. Cel puțin două nebuloase planetare au fost identificate în SagDEG: Wray 16-423 și He 2-436.
Studiile diverg pentru a ști dacă SagDEG este pe orbită de mult timp în jurul Căii Lactee (unii vorbesc de mai multe miliarde de ani) sau este vorba de un companion recent.

## Vezi și

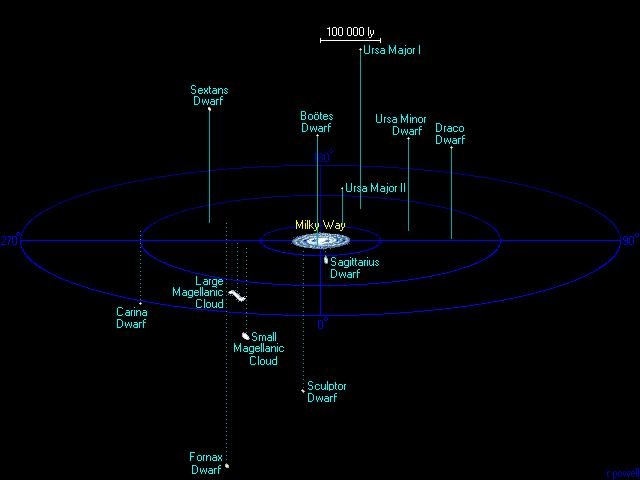
Galaxiile satelit ale galaxiei noastre, Calea Lactee.